# Capelle-sur-la-Lys
Capelle-sur-la-Lys of Capelle-sur-Lys (Nederlands: Capelle-aan-de-Leie) is een gehucht in de Franse gemeente Coyecques in het departement Pas-de-Calais. Capelle-sur-la-Lys ligt in het zuiden van de gemeente, bijna twee kilometer ten zuidwesten van het dorpscentrum van Coyecques. Ten noordwesten van het plaatsje stroomt de Leie.

## Geschiedenis
Een oude vermelding van de plaats gaat terug tot de 15de eeuw als Capelle-lez-Coièque. Capelle was een dorp met een eigen parochiekerk, gewijd aan Onze-Lieve-Vrouw Bezoeking. In 1708 werd er een kasteeltje gebouw op de plaats van een vroeger versterkt kasteel; de omwallingen bleven bewaard. De 18de-eeuwse Cassinikaart duidt de plaats aan als Capelles-sur-Lis. De kerk werd in de 18e eeuw gerestaureerd.
Op het eind van het ancien régime werd Capelle-sur-la-Lys een gemeente. In 1822 werd de gemeente (84 inwoners in 1821) al opgeheven en aangehecht bij de gemeente Coyecques (617 inwoners in 1821).
In de 20ste eeuw raakte tussen beide wereldoorlogen de kerk in verval en in 1926 werd ze bij gebrek aan middelen helemaal gesloopt. Het kerkmeubilair verhuisde naar de Sint-Pieters-Bandenkerk in Coyecques.